# Cortes de Leiria de 1372
Reunidas as Cortes de novo em Leiria em 1372, no reinado de D. Fernando, foram marcadas por certa oposição dos populares aos desejos do rei, que pretendia aumentar a tributação para fazer face ao estado do erário e empreender guerra a Castela. Entre outros agravos, os representantes dos concelhos estavam descontentes com os impostos, que o monarca agravara sem os consultar, e com a alteração do valor da moeda.
Dos registos ressalta a já aparente dependência do próprio rei perante as competências das Cortes. Confirma-se que o mandato dos deputados populares era de natureza deliberativa e que o seu estatuto era o de representantes dotados de plena potestas (plenos poderes) para decidir sobre os assuntos da agenda. Estas Cortes são importantes por se revelarem capazes de fazer frente ao rei e tomarem decisões contrárias aos desígnios dele. Assumem-se como estrutura política paralela ao supremo poder monárquico.